# Horní Ročov
Horní Ročov (staré názvy Dráčov, Vysoká, Hořejší Ročov, Horní Ročovice, latinsky Alta civitas, německy Ober Rotschow) je městys, mladší ze dvou samostatných osad Ročova.

## Historie
V roce 1352 získal Albrecht z Kolovrat od císaře Karla IV. svolení vykácet les nad Dolním Ročovem, kde měl svou tvrz, a dřevo použít na výstavbu městečka. Městečko položené na kopci nad starou osadou bylo vystavěno plánovitě, kolem velkého pravidelného náměstí, později se na něm konaly trhy. Větší rozvoj městečko zaznamenalo v druhé polovině 19. století díky vzestupu pěstování chmele, který se tu pěstoval už ve 14. století.